# Hans Geyr von Schweppenburg
Hans Freiherr Geyr von Schweppenburg (* 3. Oktober 1884 in Müddersheim; † 24. August 1963 in Eicks) war ein deutscher Ornithologe und Forstwissenschaftler.

## Leben und Wirken
Geyr von Schweppenburg besuchte die Rheinische Ritterakademie in Bedburg bis zum Abitur 1904, studierte in Bonn und Berlin sowie an den Forstakademien Hann. Münden und Eberswalde bis zur forstwissenschaftlichen Staatsprüfung 1912. 1923 erfolgte in Hann. Münden die Promotion in Forstwissenschaft bei Ludwig Rhumbler, 1925 die Habilitation. Er wurde dort außerordentlicher Professor an der Forstlichen Hochschule Hann. Münden, an der er bis zum freiwilligen Ausscheiden 1938 lehrte. Anschließend zog er nach Eicks und bewirtschaftete das Schloss und den Wald, um den ertragsschwachen Niederwald in ertragreichen Hochwald zu wandeln.
Geyr von Schweppenburg veröffentlichte zwischen 1901 und 1963 etwa 250 Schriften zur Ornithologie, besonders zum Vogelzug, zum Zwergfliegenschnäpper und Erlenzeisig. 1906 hatte er schon gut 20.000 Wirbeltierreste in Gewöllen von Eulen analysiert. 1907/08 nahm er an zoologischen Expeditionen nach Spitzbergen und zur Bäreninsel teil. 1913 bereiste er den Sudan, 1914 legte er 3000 km durch die Sahara in Südalgerien zurück, wo er 217 Vogelbälge sammelte. Er arbeitete mit Alexander Koenig zusammen und trug zu dessen Museum bei. Im Ersten Weltkrieg verlor er 1914 beide Beine in der Marneschlacht. Im November 1933 unterzeichnete er das Bekenntnis der deutschen Professoren zu Adolf Hitler.

## Erstbeschreibungen von Hans Geyr von Schweppenburg
- Felsentaube (Columba livia targia Geyr von Schweppenburg, 1916)
- Turteltaube (Streptopelia turtur hoggara (Geyr von Schweppenburg, 1916))
- Wellenflughuhn (Pterocles lichtensteinii targius Geyr von Schweppenburg, 1916)
- Wüstenschwalbe (Ptyonoprogne obsoleta spatzi (Geyr von Schweppenburg, 1916))

## Dedikationsnamen
Ernst Hartert ehrte ihn 1924 in Steinlerchen-Unterart (Ammomanes deserti geyri). Günther Niethammer nannte 1954 mit Choriotis arabs geyri ein Synonym für die Arabientrappe (Ardeotis arabs stieberi (Neumann, 1907)), Alexander Koenig Locustella luscinioïdes geyri ein Synonym für die Nominatform des Rohrschwirl (Locustella luscinioides (Savi, 1824)).

## Schriften
- Mit Otto Leroi: Beiträge zur Ornis der Rheinprovinz: erster Nachtrag zur "Vogelfauna der Rheinprovinz", 1912
- Neue Formen aus dem nördlichen Afrika. In: Ornithologische Monatsberichte. Band 24, Nr. 4, 1916, S. 56–60 (biodiversitylibrary.org).